# Adin Steinsaltz
Adin Steinsaltz (ebraică: עדין שטיינזלץ) sau Adin Even Israel (ebraică: עדין אבן ישראל); n. 11 iulie 1937, Ierusalim, Palestina sub mandat britanic – d. 7 august 2020, Ierusalim, Palestina) a fost un rabin, exeget, filosof, pedagog și traducător israelian, apropiat de curentul hasidismului Habad și sionismul religios. A fost numit de revista americană Time ”un învățat care se naște odată într-un mileniu”. Și-a devotat întreaga viață pentru a face  Talmudul accessibil tuturor evreilor, traducându-l din aramaică în ebraica modernă și în alte limbi Ediția originală a traducerii a fost publicată în ebraica modernă, cu comentarii și adnotări pentru a facilita studiul, cunoscută fiind în engleză ca Steinsaltz edition of the Talmud.Ulterior a fost tradusă în limbile engleză, franceză, rusă și spaniolă. Din 1989, Steinsaltz a publicat tratate în ebraică și engleză despre Talmudul babilonian într-o ediție bilingvă engleză-ebraică.

## Biografie

### Copilăria și tinerețea
Adin Steinsaltz s-a născut în 1937 la Ierusalim, în Palestina sub mandat britanic, într-o familie evreiască laică. Tatăl său era Avraham Moshe Steinsaltz, strănepot al lui Avraham Weinberg, primul mare rabin hasid din Slonim, iar mama sa era Rivka Lea Krokovicz, urmașă a rabinului Itzhak din Worka. Prin părinții săi Steinsaltz se trăgea și din rabinul Mordehai Yaffe, "Baal Halevushim" care a activat in secolul al XVI-lea în Boemia și Polonia.  
Avraham Steinsaltz și-a cunoscut soția în vremea când era elevul filozofului si publicistului Hillel Zeitlin. În 1924 tânărul cuplu a emigrat în Palestina Avraham a devenit un comunist entuziast și în 1936 a participat la Războiul Civil din Spania în cadrul Brigăzilor Internaționale care au ajutat armata republicană.
După întoarcerea sa în Palestina, s-a înrolat în organizația de rezistență subterană evreiască Lehi (Lohamei Herut Israel) din tabăra sionismului revizionist, care a combătut regimul mandatar britanic. 
La adolescență Adin Steinsaltz s-a pocăit, adâncindu-se în credința iudaică ortodoxă în spiritul hasidismului, mentorul sau fiind rabinul Shmuel Elazar Heilperin. 
A învățat și cu rabinii Nahum Shmaryahu Sheshevnik, și Dov Ber Eliazarov din Ierusalim. La 16 ani și jumătate a început să studieze matematica fizica și chimia la Universitatea Ebraică din Ierusalim. În acelaș timp a studiat și la ieșiva Tomhey Temimim din Lod a hasidismului Habad. Acolo s-a atașat de rabinul Shlomo Haim Kesselman. A învățat și la ieșivele Torat Emet și Mir.Din motive medicale nu a servit în armata israeliană.  
În 1950-1951, împreună cu rabinul Moshe Shapira a înființat grupul Shalhevet-Ya, iar mai târziu, au redactat în mod anonim o publicație lunară spirituală numită „Reshafim”. Filozoful Shmuel Hugo Bergmann a calificat revista lor drept „captivantă”.
Steinsaltz a predat o vreme matematica în așezarea Azata (viitorul Netivot). La 24 ani a fost numit director al liceului religios de stat din localitatea Beit Hagdi, fiind cel mai tânăr director de școală din Israel. În același an i s-a propus postul de șef rabin al orașului Holon, dar a refuzat. La întâlnirea cu președintele Knessetului Kadish Luz și cu primul-ministru Levi Eshkol, aceștia l-au încurajat în realizarea proiectului său al unei ediții ilustrate a Talmudului.
La 1 iunie 1965 s-a căsătorit cu Sara Asimov, fiica unui hasid Habad din Franța, Haim Hillel Asimov. Ea este o verișoară secundară a scriitorului Isaac Asimov.

### Viața privată
Cuplul Adin și Sara Steinsaltz au avut trei copii:o fiică și doi fii:rabinii Menahem Yaakov Tzvi Steinsaltz și Avraham Moshe Haim Hillel Steinsalz "Amhiya".Menahem s-a ocupat de editarea cărților tatălui său, iar fratele sau mai mic, a avut, în trecut, o funcție responsabilă (Mashpia) la Ieșiva Ahey Temimim din Kfar Habad. În prezent amândoi sunt implicați în editarea operei lui Steinsaltz. Cumnatul lui Steinsaltz, Shmuel Asimov, a fost trimis al mișcării Habad în Franța.

### Activitatea publică și pedagogică

#### În Israel
Încă din anii 1960 a ținut conferințe pe teme iudaice în Israel și în străinătate, între altele, în kibuțuri.
În 1984 Steinsaltz a întemeiat liceul-ieșivă din cartierul Makor Haim din Ierusalim, care s-a mutat apoi la Kfar Etzion, impreună cu școala elementară și grădinița Makor Haim.   
A fost membru în comitetul de direcție al Grădinii zoologice biblice din Ierusalim, al organizației Gesher și al Joint Distribution Comittee.  
membru fondator și al direcției Institutului Pardes.
În 1999 a luat ființă Ieșiva superioară din localitatea Tekoa, iar în 2009 ieșiva Shefa Makor Haim, iar Steinsaltz a fost președintele amândurora.
În 1991, la sfatul rabinului din Lubavici,Menachem Mendel Schneerson, Steinsaltz și-a ebraizat numele de familie în Even Israel.
În anii 2004-2008, împreună cu rabinii Israel Ariel, Yoel Schwartz, a inițiat la Tzfat mișcarea Noului Sinedriu și a fost ales președintele acesteia (Nessí Hasanhedrin). Nu a fost mulțumit de amestecul în politică al mișcării (care a îmbrăcat o orientare de extremă dreapta) și în 2008 a demisionat de la președinție.
Steinsaltz a fost rabin la sinagoga Tzemah Tzedek din Ierusalim și a prezidat rețeaua de ieșive Makor Haim și Shefa Makor Haim , precum și ieșiva Tekoa.   
În 2006 Steinsaltz a deschis în cartierul Nahlaot din Ierusalim Centru Steinsaltz pentru cunoașterea iudaismului, în care au loc conferințe și ateliere.

#### În Uniunea Sovietică
În 1989  la scurt timp înaintea destrămării Uniunii Sovietice, Steinsaltz a întemeiat la Moscova prima ieșivă care a funcționat în statul sovietic după multe zeci de ani, de asemenea un Institut de studii iudaice pentru evreii din Rusia, precum și Asociația Lamed a profesorilor evrei din Uniunea Sovietică. În timpul șederii sale în U.R.S.S.a obținut acordul lui Mihail Gorbaciov pentru a documenta manuscrisele evreiești din bibliotecile din Moscova și Leningrad, și a contribuit la reconstruirea relațiilor oficiale dintre Israel și Uniunea Sovietică.  
În 1990 a editat traducerea in limba rusă a cărții sale, „Crinul cu treisprezece petale”, și a început traducerea Talmudului comentat in colaborare cu Academia de Stiințe a Rusiei. 
În 1995 rabinul șef al Moscovei, Adolf Șaievici, i-a acordat titlul de „Duhovnâi ravin” - conducător spiritual- al evreilor din Rusia. O lungă perioada a ținut lecții și prelegeri în Rusia.
Steinsaltz a fost un timp cercetător la Institutul pentru studiul religiilor al Universității Yale, de asemenea cercetător primar la Centrul de studiu al științelor și religiilor al Universității Columbia și conferențiar oaspete în mai multe instituții universitare.
În 2016 a scris vreme de câteva luni o rubrică permanentă despre pericopa săptămânii în suplimentul de sâmbată al ziarului „Makor Rishon”. 
În 2016 a suferit un accident vascular cerebral sever, în urma căruia nu a mai putut vorbi. A murit în anul 2020 la două săptămâni după ce a contractat o pneumonie acută. A fost înmormântat la Ierusalim, în parcela hasidismului Habad din cimitirul evreiesc de pe Muntele Măslinilor.
A fost influențat în concepțiile sale de învățătura lui Rabbi Shneur Zalman din Ladi și Menahem Mendel Schneerson din hasidismul Habad, și de cea a rabinului din Koțk. S-a aflat în legătură cu rabinii din hasidismul Gur, Israel Alter, și Simha Bunem Alter.

## Talmudul Steinsaltz
În 1965 Steinsaltz a fondat Institutul israelian de publicări talmudice în scopul publicării Talmudului cu un comentariu în ebraica contemporană, accesibil publicului israelian, având o împărțire în alineate și notarea vocalelor (punctuația vocală) 
Lucrând 17 ore pe zi, Steinsaltz a tradus și a comentat toate cele 63 volume ale Talmudului babilonian, în peste 2700 pagini duble. O astfel de performanță nu mai fusese realizată de la comentariile lui Rashi din secolul al XII-lea.
În afara comentariului lui Rashi și a așa numitor Tosafot, ediția include traducerea Talmudului babilonian din arameică în ebraica modernă, cu prefețe și alineate, date biografice asupra autorilor talmudici, diagrame, imagini etc. Volumul întâi a ieșit de sub tipar în 1967, iar ultimul în 2010.
Steinsaltz a redactat un comentariu asemănător și pentru două tratate (Pea, Shkalim) din Talmudul palestinian (ierusalimic).
În 2016 a publicat și comentariul Bibliei ebraice (Tanah) și a pregătit terenul pentru un comentariu al Mishnei, care a fost completat după moartea sa, de către Institutul Steinsaltz, și pentru o ediție a Cărții de rugăciuni (Sidur tefilot) (cu comentariul rabinului Shneur Zalman din Ladi, întemeietorul hasidimului Habad) între altele, în cadrul seriei de lecții pe care le-a înregistrat.

## Cărți
Steinsaltz a fost un autor și comentator prolific care a scris circa 60 de cărți și sute de articole în domeniul teologiei și filozofiei iudaice, al tradiției și culturii evreiești.
A scris comentarii originale la întregul canon al iudaismului:Tanah (Biblia ebraică),Talmudul babilonian, Mishna, cartea Mishne Tora a lui Maimonide, cartea Tania a lui Rabbi Shneur Zalman din Ladi.

### Comentarii
- 1976 - Talmud Steinsaltz - (The Essential Talmud)
- 1989-2013 - Beur al Sefer HaTanya (Comentariu la cartea „Tanya” a lui Shneur Zalman din Ladi) - în 9 volume, ediție revizuită 2020

(2003 Opening the Tanya, 2005 Learning from the Tanya 2007 Understanding the Tanya)        
- 2024 - Hatanakh hamevoar (Tanahul comentat) , editura Koren si Institutul Steinsaltz
- HaMishna hamevoeret (Mishna comentată), editura Koren si Institutul Steinsaltz
- Beur al Mishne Tora leRambam (Comentariu la „Mishne Tora” al lui Maimonide)  -16 volume -  comentarii, sentințe rabinice în locurile unde Maimonide nu a emis sentințe, articole lărgite asupra unor subiecte actuale -Editura Koren
- 1979 - Hagada shel Pesah, hesberim uminhaghim (Hagada de Pesah, explicații și obiceiuri) - ediție revizuită și lărgită - 2024

Editura Merkaz Steinzaltz-Koren (The Passover Haggada - 1983) 
- 1981 - Shisha misipurey hamaasiot shel Rabbi Nahman miBraslav, betzeruf mavo ufeirushim  (Șase din povestirile lui Rabbi Nahman din Braslav, cu introducere și comentarii) Editura Dvir (1993 -The Tales of Rabbi Nachman of Bratslav)
- 2017 - Tehilim im perusho (Psalmii cu comentariile lor), cu ilustrații de artistul hasid Baruch Nahshon și perle din învățătura hasidismului
- Pirkei Avot  im beuro - Pirkei Avot cu comentariu, precum și studii și completări biografice și lingvistice
- 1981 - Masehet Sefer Tora min sheva masehtot yerushalmiot, Tratatul Sefer Tora - din sapte mici tratate ierusalimice - punctuat și comentat, Editura Institutului de Publicații Talmudice,

### Alte scrieri
- 1980 The Thirteen Petalled Rose
- 1982 Teshuvah
- 1984 Biblical Images
- 1988 The Strife of the Spirit
- 1988 The Longer Shorter Way
- 1989  The Sustaining Utterance
- 1992 In the Beginning
- 1994 The Woman of Valor
- 1995  On Being Free
- 1997  Talmudic Images
- 1998  The Candle of God
- 1999 Simple Words
- 2000 A Guide to Jewish Prayer
- 2000 The Seven Lights: On the Major Jewish Festivals
- 2003 The Miracle of the Seventh Day
- 2005 We Jews
- 2011 A Dear Son to Me
- 2012 A Reference Guide to The Talmud
- 2014 My Rebbe

## Premii și onoruri
- 1971 - Premiul Abramowitz-Zeitlin pentru o serie de articole despre iudaismul contemporan
- 1986 - Premiul Marcus Katz, din partea Președintelui Israelului
- 21 aprilie 1988 - Premiul Israel - premiul de stat al Israelului - pentru studii iudaice, inclusiv pentru Ediția Steinsalz a Talmudului
- Medalia de onoare a președintelui Italiei
- 1994 - Medalia primarului Parisului
- Membru al Ordinului Artelor și Literaturii al Franței
- a fost declarat „rabin spiritual” al evreilor din ex- Uniunea Sovietică
- 2002 - Premiul memorial Zalman Shazar
- 9 februarie 2012  - Medalia Președintelui Israelului, din partea președintelui Shimon Peres
- 2017 - Cetățean de onoare al Ierusalimului

Rabinul Steinsaltz a fost doctor honoris causa al Yeshiva University din New York (1991) , al Universității Ben Gurion din Beer Sheva, al Universității Bar Ilan , al Universității Brandeis din SUA și al Universității Internaționale Florida